# Annihilator (album)
Annihilator – trzynasty album studyjny kanadyjskiej grupy muzycznej Annihilator. Wydawnictwo ukazało się 17 maja 2010 roku nakładem wytwórni muzycznej Earache Records.

## Lista utworów
Opracowano na podstawie materiału źródłowego.
Muzyka i słowa Jeff Waters, z wyjątkiem „Coward & Death In Your Eses” autorstwa Watersa i Paddena.
1. "The Trend" - 07:04
2. "Coward" - 04:21
3. "Ambush" - 03:21
4. "Betrayed" - 04:34
5. "25 Seconds" - 04:49
6. "Nowhere To Go" - 05:07
7. "The Other Side" - 04:19
8. "Death In Your Eyes" - 05:58
9. "Payback" - 04:47
10. "Romeo Delight" (cover Van Halen) - 04:26

## Twórcy
Opracowano na podstawie materiału źródłowego.
- Dave Padden - wokal prowadzący
- Jeff Waters - gitara rytmiczna, gitara prowadząca, gitara basowa, produkcja muzyczna
- Ryan Ahoff - perkusja

## Pozycja na listach
| Lista                | Kraj    | Pozycja |
| -------------------- | ------- | ------- |
| Media Control Charts | Niemcy  | 49      |
| IFPI Greece          | Grecja  | 14      |
| SNEP                 | Francja | 142     |
| Oricon               | Japonia | 169     |